# White Lightning and Other Favorites
Albums de George Jones
Country Church Time
(1959) George Jones Salutes Hank Williams
(1960)
White Lightning and Other Favorites est un album de l'artiste américain de musique country George Jones. Cet album est sorti en 1959 sur le label Mercury Records.

## Liste des pistes
| No  | Titre                  | Durée |
| --- | ---------------------- | ----- |
| 1.  | White Lightning        |       |
| 2.  | I'm With the Wrong One |       |
| 3.  | That's the Way I Feel  |       |
| 4.  | Life to Go             |       |
| 5.  | Don't Do This to Me    |       |
| 6.  | Wandering Soul         |       |
| 7.  | Give Away Girl         |       |
| 8.  | You're Back Again      |       |
| 9.  | No Use to Cry          |       |
| 10. | Nothing Can Stop Me    |       |
| 11. | Flame in My Heart      |       |
| 12. | Jesus Wants Me         |       |